# Tropeoláceas

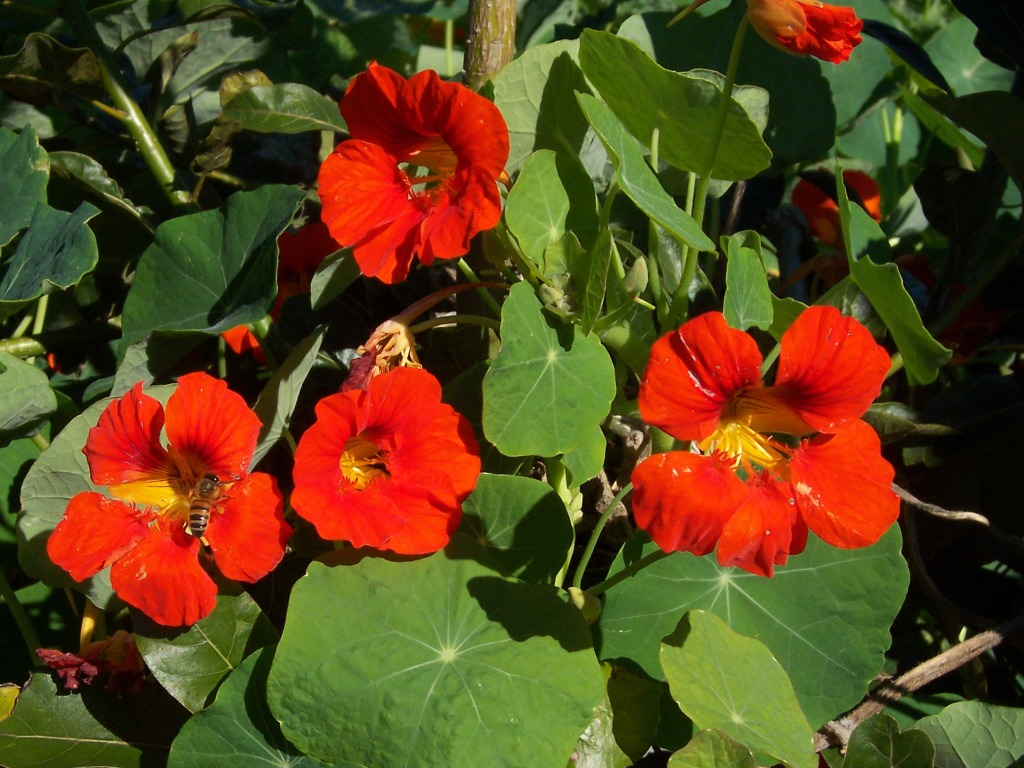
T. majus.

As tropeoláceas (Tropaeolaceae) são uma família de plantas plantas com flor (Magnoliophyta) da ordem Brassicales. Compreendem três géneros, embora muitos autores a considerem como uma família monogenérica, incluindo todas as espécies no género Tropaeolum.

## Descrição
Os membros da família Tropaeolaceae são ervas anuais ou perenes, hermafroditas, muitas vezes subsuculentas, escandentes ou raramente procumbentes, por vezes com rizomas tuberosos. As folhas são alternas, com lâminas inteiras, lobadas ou palmadamente divididas, peltadas ou subpeltadas, palmatinérvias, com pecíolos longos, normalmente do mesmo comprimento da lâmina foliar ou mais longos. As estípulas podem estar presentes ou ausentes.
As flores são em geral solitárias, axilares, vistosas, marcadamente irregulares, embora por vezes subactinomorfas (Trophaeastrum), com pedúnculos longos pendentes ou erectos (Trophaeastrum): Apresentam 5 sépalas livres, imbricadas, em geral uma delas formando um esporão alongado. A corola apresenta 5 pétalas  livres, imbricadas, unguiculadas, as duas superiores usualmente mais pequenas que as três inferiores, inteiras, serradas ou lobadas, ciliadas ou não. As flores apresentam 8 estames de filamentos livres, anteras pequenas, basifixas, com deiscência longitudinal. O pistilo é simples, estilo delgado, estigma seco, 3-lobado, ovário 3-locular, com um óvulo por lóculo.
O fruto é um esquizocarpo com 3 mericarpos ou sâmaras (Magallana). As sementes apresentam um embrião grande e recto, com dois cotilédones grossos com endosperma ausente.